# Ettore Castiglioni
Ettore Castiglioni (Ruffré, 28 agosto 1908 – Valmalenco, 12 marzo 1944) è stato un alpinista e scrittore italiano.

## Biografia
Ettore Castiglioni nasce a Ruffré in Val di Non nel 1908 da una ricca famiglia milanese. Riconosciuto Giusto dell'Umanità dal Comune di Milano il 6 marzo 2017.
Laureato in giurisprudenza, amante della musica, dell'arte e delle montagne, iniziato all'alpinismo dai fratelli Bruno e Manlio diviene uno dei più forti alpinisti del periodo tra le due Guerre. A soli 13 anni d'età scala per la prima volta sulle Dolomiti con la guida alpina Tita Piaz e poi, dopo le prime esperienze con i fratelli, la sua passione per le scalate lo porta ad aprire più di 200 nuove vie nell'intero arco alpino.
Portatore di un ideale alpinistico volto non tanto alla ricerca della difficoltà pura, quanto all'esplorazione dei gruppi montuosi quale studioso estremamente pignolo e scrittore di guide di valore riconosciuto, e ricercatore dell'ascensione alpinistica intesa come momento estetico, aprì numerosissime vie anche di difficoltà non elevate, con diversi compagni.
Le imprese vere e proprie le effettua però assieme a compagni fidati. Il primo è Celso Gilberti, con cui sale lo spigolo Ovest della Presolana nell'ottobre del 1930 (assieme a Vitale Bramani) e la difficile via sulla parete nord-ovest della cima Busazza nell'agosto del 1931. Nel 1933 trova un compagno ideale in Bruno Detassis, con il quale compie molte salite importanti. Nell'estate del 1933 i due aprono molte vie nelle Dolomiti di Brenta, come la nord del Dos di Dalun e la diretta della neo-battezzata Torre Gilberti.
Nel 1937 partecipa ad una spedizione alpinistica in Patagonia guidata da Aldo Bonacossa e nello stesso anno conquista la parete nord-ovest del Pizzo Badile in cordata con Vitale Bramani (con cui ha già salito e salirà diverse vie, come la sud della Cima Brenta Occidentale).
Era socio della Società Escursionisti Milanesi, divenuta dal 1931 ed obbligatoriamente CAI sezione SEM, che per l'alpinismo svolto gli consente il riconoscimento del titolo di Accademico del CAI a 23 anni. Scrive per il CAI/TCI, grazie anche alla presenza del fratello Manlio nel TCI, le guide alpinistiche: Pale di San Martino, Gruppo dei Feruc, Alpi Feltrine; Odle, Sella, Marmolada; Dolomiti di Brenta; Alpi Carniche.
È considerato uno tra i migliori alpinisti italiani, nel 1934 fu decorato della medaglia d'oro al merito alpinistico.

### La Resistenza
Nel 1943 viene richiamato alle armi e, come sottotenente degli alpini. è istruttore presso la scuola militare alpina di Aosta. Dopo l'armistizio dell'8 settembre 1943, cambia la sua visione della vita che diventa altruista. Con un gruppo di ex-commilitoni organizza una comunità in una malga sull'Alpe Berio a Valpellina. La posizione strategica a ridosso del confine italo-svizzero e l'esperienza alpinistica del gruppo, dal 16 settembre al 7 ottobre permise di accompagnare oltre confine alcuni dissidenti politici, tra i quali Giulio e Luigi Einaudi con la moglie Ida Maria Pellegrini, ed ebrei perseguitati dalle leggi razziali fasciste.
Per il sostentamento e l'autofinanziamento, il gruppo di Castiglioni contrabbandava con le guardie svizzere forme di formaggio. In questo modo risultava anche più facile far attraversare la frontiera ai fuggiaschi. In una di queste operazioni, l'8 ottobre, Castiglioni fu però arrestato sul confine Svizzero ed accusato di contrabbando. Dopo una reclusione nelle carceri del Vallese per cinque settimane venne rimpatriato l'11 novembre, ma ormai il territorio svizzero gli era vietato.
Rientrato in Italia cerca di ricostruire un gruppo come quello del Berio, ma non trova l'interesse delle sue conoscenze di Torino e Milano dove aveva la residenza.
Per portare dei diari ed oggetti personali necessari al nipote Saverio Tutino, internato, torna clandestinamente in Svizzera sotto falso nome, ma scoperto viene arrestato. Privato degli scarponi da montagna, della giacca a vento, dei pantaloni e degli sci, è trattenuto nell'Hotel Longhin a Maloja. Il 12 marzo 1944 fugge verso l'Italia e vestito di una coperta, lenzuola e senza scarpe, tenta di scendere attraverso il Passo del Forno verso la Valmalenco. Ma con l'improvvisato equipaggiamento, la sua resistenza alle basse temperature montane soccombe, si accascia sfinito sulla neve dopo il confine di Stato e muore assiderato in patria (il luogo è stato recentemente identificato e confermato, grazie a una foto storica, a quota 2600 m, 46°19′44.3″N 9°43′39″E).
È sepolto a Tregnago (Verona) dove la famiglia possiede una villa (Villa Adelia) all'epoca utilizzata da Castiglioni per i suoi soggiorni e per scrivere alcune delle sue guide alpinistiche. La locale sezione del Club alpino italiano, costituita nel 1999, è a lui intitolata.

## Ascensioni

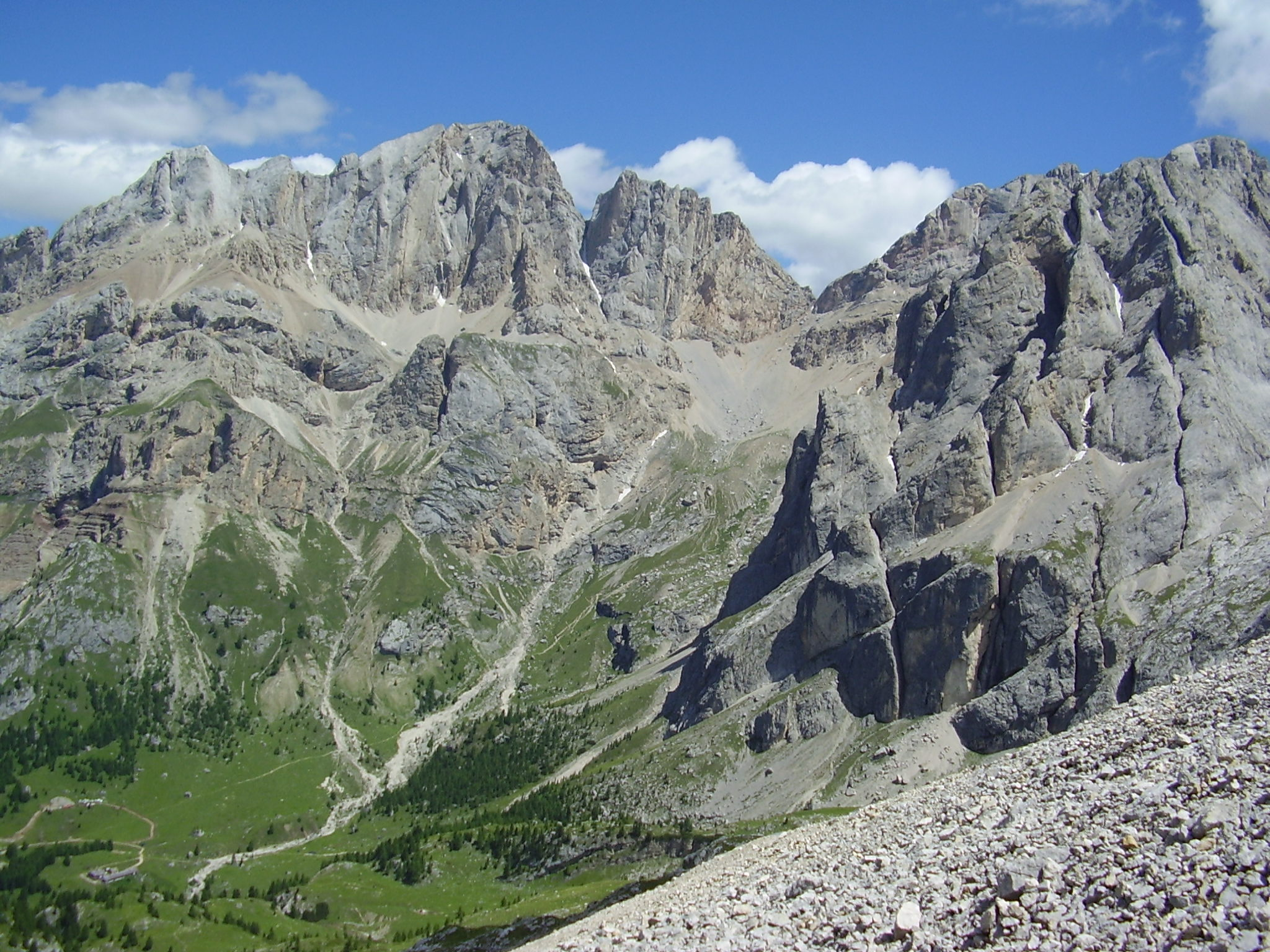
La parete sud della Marmolada

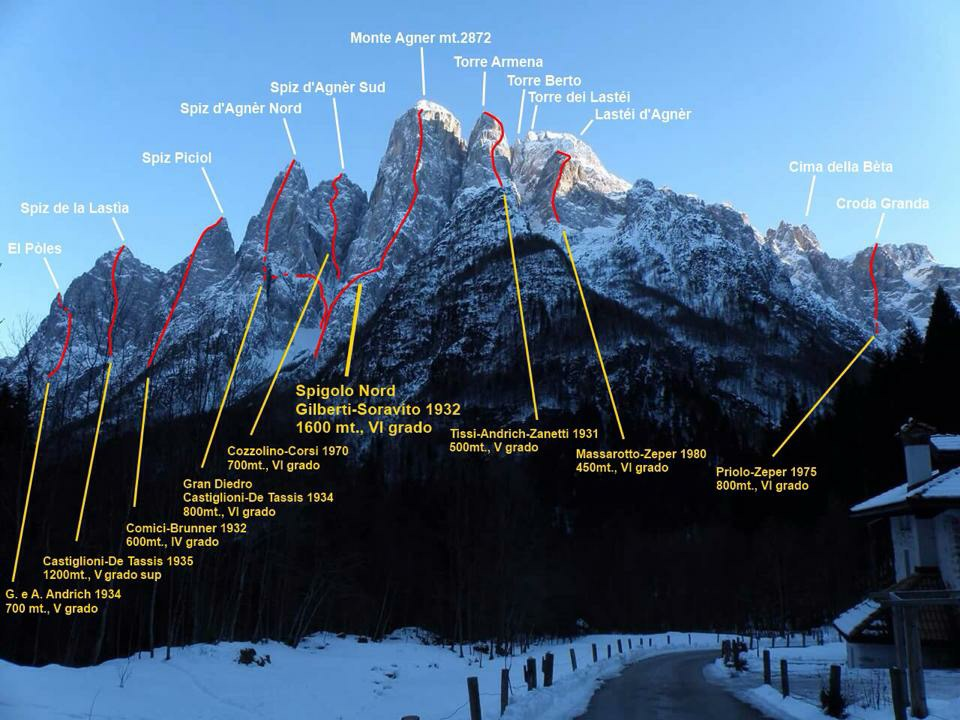
Vie alpinistiche storiche sulla Parete Nord dell'Agner

Di seguito sono elencate alcune tra le più significative prime ascensioni di Ettore Castiglioni:
- Sass Maòr: spigolo sud-est, con Bruno Detassis nel 1934; V e VI-, 700 m;
- Pizzocco: parete nord, con Bruno Detassis e A. Zoia nel 1935; V e VI-, 700 m;
- Cima del Focobon: parete nord, con Camillo Battisti nel 1934; VI, 450 m;
- Spiz d'Agnér nord: parete nord, con Bruno Detassis nel 1934; V e VI, 700 m;
- Spiz de la Lastia: parete nord, con Bruno Detassis nel 1935; V+, 750 m;
- Pala Canali: parete sud-est, con Bruno Detassis nel 1934; V e VI, 800 m;
- Marmolada: parete sud di Punta Rocca, con Batista Vinatzer nel 1936; VI+, 1000 m;
- Pizzo Badile: parete nord-ovest, con Vitale Bramani nel 1937; V, 750 m;
- Croda dei Toni: parete est della Croda Antonio Berti, con Saverio Tutino nel 1942; V e VI, 700 m.
- Torre Castello: spigolo sud-est, con Vitale Bramani nel 1936: V, 200 m.[11].

## Scritti
Ettore Castiglioni fu autore di alcune guide alpinistiche edite dal CAI/TCI, grazie anche alla presenza del fratello Manlio nel TCI, oltre a molti articoli e scritti sulle pubblicazioni del CAI ed altro.
Ma la sua "opera omnia" consiste nei suoi diari, che il fratello Manlio ha fatto dattiloscrivere ad uso dei famigliari. Sono archiviati alla Fondazione Archivio Diaristico Nazionale, costituita dal nipote Saverio Tutino.
- Pale di San Martino, Gruppo dei Feruc, Alpi Feltrine, collana Guida dei Monti d'Italia, CAI-TCI, 1935.
- Odle, Sella, Marmolada, collana Guida dei Monti d'Italia, CAI-TCI, 1937.
- Guida sciistica delle Dolomiti, Torino, Edizioni Montes, 1942.
- Guida sciistica di Madonna di Campiglio, Bondone, Paganella, Gruppo Brenta, Presanella  (postuma) Montes 1946.[9][13]
- Dolomiti di Brenta, collana Guida dei Monti d'Italia, CAI-TCI, 1949.
- Alpi Carniche, collana Guida dei Monti d'Italia, CAI-TCI, 1954.

### Filmografia
- Andrea Azzetti e Federico Massa, Oltre il confine, la storia di Ettore Castiglioni, 2017. Documentario di 66'.